# Euromos
Euromos era un'antica città della Caria, regione storica dell'Asia Minore (oggi in Turchia), in greco Εὔρωμος. Questa forma del nome venne in uso in età ellenistica, alternata alla variante meno frequente Eunomos; in precedenza la città era chiamata Kyromos o Hyromos. Le forme ellenistiche appaiono abbastanza chiaramente come il frutto di una normalizzazione linguistica grecizzante, a partire dalle forme più antiche del nome, con tutta probabilità di origine caria.

## Storia
La città sembra essere sorta nel VI secolo a.C..
A partire dagli inizi della dominazione seleucide in Asia Minore, entrò a far parte della lega Crisaorica, una lega informale di città carie fiorita nel III secolo a.C.. 

Tra il II secolo a.C. e il II d.C. Euromos coniò anche monete proprie.

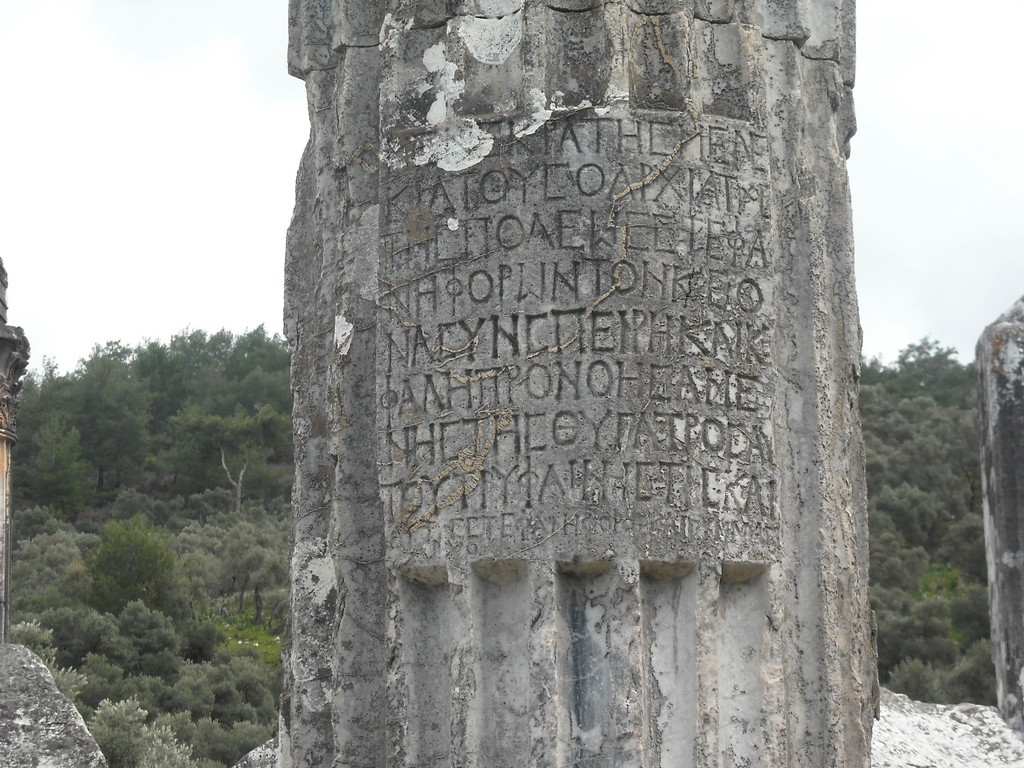
Iscrizione su una colonna del tempio di Zeus

I resti della città consistono in rovine sparse in un'area situata a circa 4 km a sudest di Selimiye e 12 km a nordovest di Milas (l'antica Mylasa, altro membro della lega Crisaorica), nella provincia di Muğla. 

Le rovine comprendono le tracce di numerosi edifici, ma di gran lunga il principale tra essi, notevolissimo per la conservazione, è il tempio di Zeus Lepsinos. L'edificio, nella forma in cui si presenta attualmente, risale all'epoca dell'imperatore Adriano; gli scavi archeologici hanno tuttavia restituito cocci di terracotta, che sembrerebbero indicare un'origine risalente almeno al VI secolo a.C., prossima dunque alla formazione stessa di Euromos.

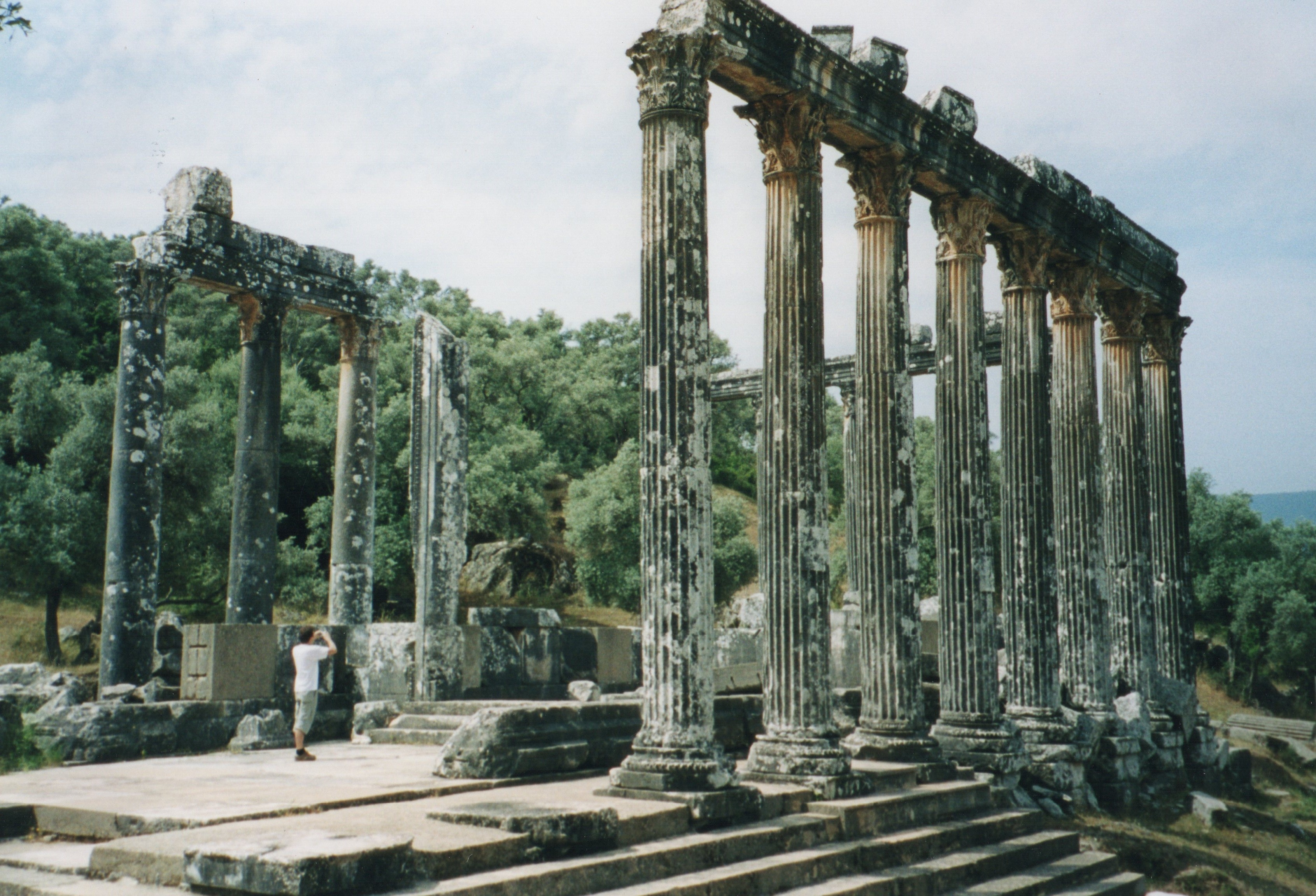
Tempio di Zeus a Euromos

Il tempio è uno dei meglio conservati dell'antichità classica in Turchia: l'alzato conserva sedici colonne ancora erette, molte delle quali recano iscrizioni con i nomi dei cittadini che finanziarono la costruzione, o piuttosto il rimaneggiamento dell'edificio nel II secolo d.C., secondo una tendenza tipica di quell'epoca (evergetismo).
Altri resti di rilievo sono costituiti da alcune tombe rupestri di tipo cario.